# Challenger de Heilbronn 2011
El torneo Intersport Heilbronn Open 2011 fue un torneo profesional de tenis. Perteneció al ATP Challenger Series 2011. Se disputó su 24ª edición sobre superficie dura, en Heilbronn, Alemania.

## Campeones

### Individual Masculino
- Bastian Knittel derrotó en la final a  Daniel Brands, 7–6(4), 7–6(5)

### Dobles Masculino
- Jamie Delgado /  Jonathan Marray derrotaron en la final a  Frank Moser /  David Škoch, 6–1, 6–4